# Direct Stream Digital

Logo del marchio Direct-Stream Digital

Comparazione tra pulse-code modulation e DSD

Direct Stream Digital (DSD, lett. "flusso digitale diretto") è un marchio registrato da Philips e Sony per un sistema di decodifica di segnali audio che utilizzano la codifica in modulazione di densità di impulsi, o Pulse-Density Modulation, una tecnologia che serve a immagazzinare segnali sonori su supporti digitali quali Super Audio CD (SACD).

## Tecnica
Il segnale audio è tradotto attraverso la modulazione Sigma-Delta, come una sequenza di singoli bit a una frequenza di campionamento di 2,8224 MHz (64 volte la frequenza di campionamento di un CD Audio, pari a 44,1 kHz, ma con solamente 4 volte la larghezza di banda dato che i CD sono codificati a 16 bit per canale). L'utilizzo di una frequenza di campionamento più alta permette di utilizzare il noise shaping (una tecnica usata per minimizzare l'errore di quantizzazione dei segnali audio spalmandolo su un più ampio range di frequenze) per ridurre rumore e distorsione causati dell'errore di quantizzazione di un segnale audio in un singolo bit. D'altro canto è ancora argomento di discussione quanto sia possibile eliminare la distorsione in una conversione sigma-delta a 1 bit.

## Storia
Alcune tra le prime implementazioni di conversioni DSD furono compiute da Ed Meitner, un ingegnere del suono austriaco proprietario degli EMM Labs. La tecnologia fu poi introdotta e sviluppata da Sony e Philips, già creatrici del compact disc. Nel 2005 la divisione sviluppo DSD di Philips fu trasferita alla Sonic Studio, LLC per la successiva progettazione e sviluppo.
La tecnologia DSD può avere anche potenziali sviluppi in applicazioni video. Una struttura simile, basata sulla modulazione di larghezza di impulso, che viene decodificata nella stessa maniera del DSD, è stata impiegata nel laserdisc.

### Controversie
Vi sono molte divergenze tra i proponenti del DSD e i fautori della modulazione a impulsi codificati, su quale dei due sia il miglior sistema di codifica. I professori Stanley Lipshitz e John Vanderkooy dell'Università di Waterloo (Ontario, Canada), in un convegno indetto nel 2001 dalla Audio Engineering Society, hanno affermato che la conversione a 1 bit (come quella impiegata dalla DSD) non è adatta per una conversione audio di alta qualità a causa della sua elevata distorsione: secondo Lipshitz e Vanderkooy, perfino una conversione PCM a 8 bit a sovracampionamento quadruplo e noise shaping, con un adeguato dithering a metà della velocità del segnale del DSD, avrebbe un miglior rapporto segnale/rumore e una migliore risposta in frequenza. A queste obiezioni fecero seguito varie argomentazioni di parere opposto.
Anche dal punto di vista della percezione vi sono studi che hanno prodotto risultati discordanti. Uno studio dell'"Erich-Thienhaus-Institute" pubblicato nel 2004 ha messo a paragone delle registrazioni in DSD e PCM conducendo il test in doppio cieco. I risultati hanno evidenziato come i soggetti difficilmente erano in grado di distinguere, in modo riproducibile, i due sistemi di codifica. Un successivo studio del 2014, condotto alla "Tokyo University of the Arts", ha invece evidenziato come il campione era in grado di distinguere un brano codificato in PCM (192 kHz/24 bit) da uno DSD (senza però essere in grado di distinguere un DSD64 da un DSD128), preferendo all'ascolto quest'ultimo.
In linea di massima si ha una maggiore fedeltà all'audio originale tramite la codifica PCM, parametro oggettivo, misurabile e confrontabile, mentre per quanto riguarda il piacere d'ascolto il DSD tende ad ottenere più voti, parametro soggettivo, non parametrizzabile.